# Apicia quartaria
Apicia quartaria là một loài bướm đêm trong họ Geometridae.